# Hoshino Hisashi
Hoshino Hisashi (星野 恒) est un historien japonais né en 1839 et mort en 1917.
Il fait partie avec Shigeno Yasutsugu et Kume Kunitake des premiers historiens nommés à l'Institut historiographique de l'université de Tokyo. Il s'oppose cependant rapidement à ses collèges, affirmant que la datation issue de l'âge des dieux traité dans le Kojiki est exacte.